# Codex Tischendorfianus IV

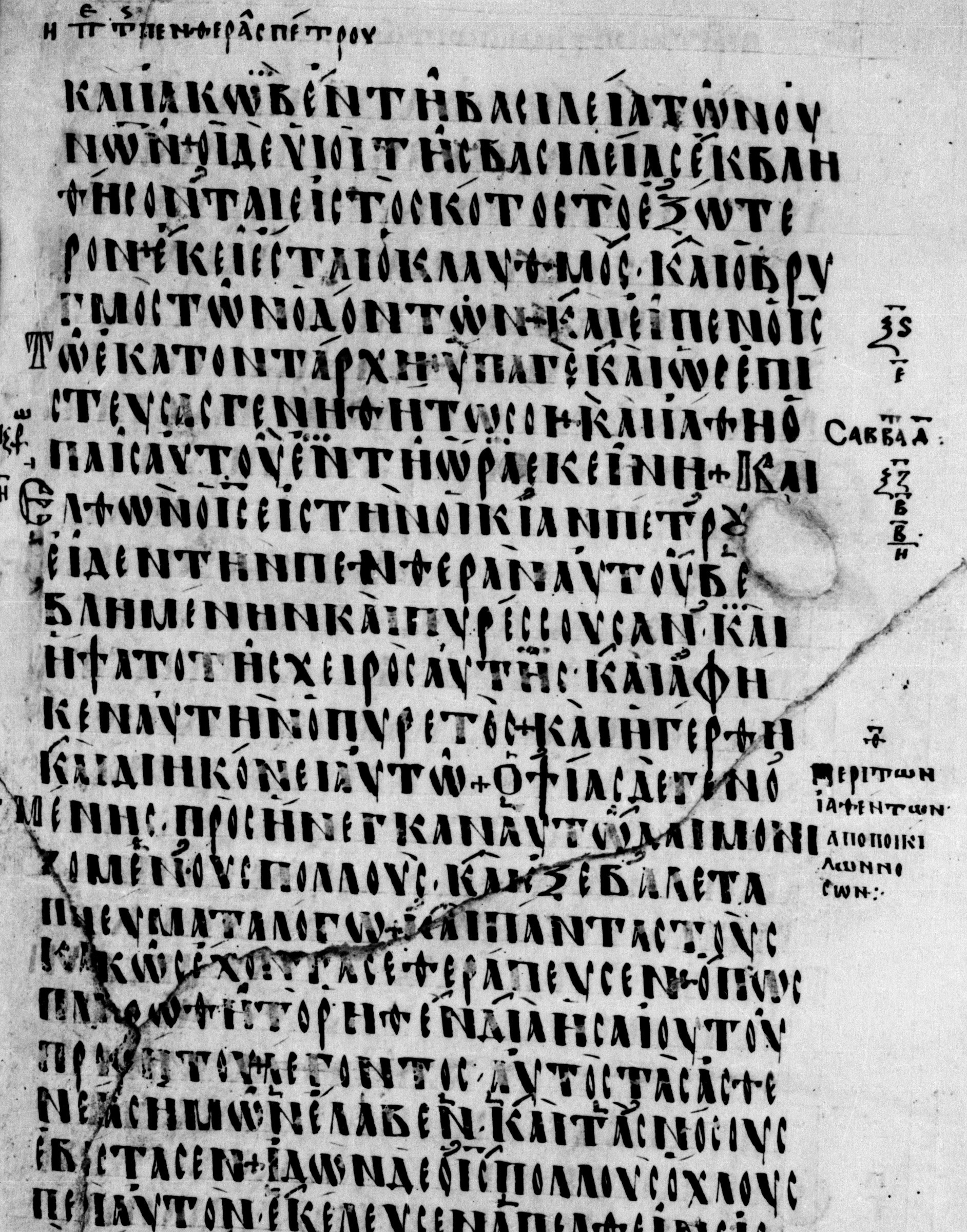
Tischendorfianus IV, Mt 8,11-18

Il Codex Tischendorfianus IV (Gregory-Aland: Γ, 036; Soden: ε 70) è un manoscritto onciale in greco datato al X secolo e contenente i quattro vangeli canonici.

## Manoscritto
Il codice è composto da 257 fogli di pergamena di 30x23 cm, scritti in una colonna per pagina, e 24 righe per colonna. Le lettere sono grandi ed inclinate a sinistra, con aspirazioni e accenti, che però sono stati talvolta sovrascritti da una mano successiva, in maniera molto trasandata.
Contiene le tavole dei κεφαλαια, τιτλοι, sezioni ammoniane, canoni eusebiani, segni dei lezionari e note musicali. Non sono presenti errori itacistici.
Alla fine del Vangelo secondo Giovanni è presente la sottoscrizione ετελειωθη η δελτος αυτη μηνι νοεμβριω κζ ινδ η ημερα ε ωρα Β; Konstantin von Tischendorf, con l'ausilio dell'Ant. Pilgrami's Calendarium chronologum medii potissimum aevi monumentis accommodatum (Vienna 1781), ha affermato che l'unico anno tra l'800 e il 950 in cui il 27 novembre cadeva di giovedì era l'844, ma ciò accadde anche nel 979.

### Contenuto ed esegesi
Il codice contiene i quattro vangeli canonici secondo l'ordine occidentale: Vangelo secondo Matteo, Vangelo secondo Giovanni, Vangelo secondo Luca e Vangelo secondo Marco. Vi sono alcune lacune in Matteo (5,31-6,16, 6,30-7,26, 8,27-9,6, 21,19-22,25) e in Marco (3,34-6,21), mentre Giovanni e Luca sono completi.
Il testo del codice è rappresentativo del tipo testuale bizantino; Kurt Aland lo ha collocato nella Categoria V. Da un punto di vista testuale è vicino ai codici 024, 026, 027, 047, 0130, 4, 251, 273, 440, 472, 485, 495, 660, 716, 1047, 1093, 1170, 1229, 1242, 1295, 1355, 1365, 1396, 1515, e 1604; Hermann von Soden designò questo gruppo con I'.
Omissioni
Il manoscritto manca della Pericope dell'adultera (Vangelo secondo Giovanni 8,1-11) e omette Matteo 16,2b-3.
Aggiunte
- In Matteo 27,49[6] il codice aggiunge il testo «ἄλλος δὲ λαβὼν λόγχην ἒνυξεν αὐτοῦ τὴν πλευράν, καὶ ἐξῆλθεν ὖδορ καὶ αἳμα» («l'altro gli trafisse il costato con una lancia, e subito ne uscì sangue ed acqua»). Questo testo deriva dal Vangelo secondo Giovanni 19,34[7] e ricorre in altri manoscritti del tipo testuale alessandrino (א, B, C, Γ, 1010, 1293, pc, vgmss).[8]

## Storia
Una parte del codice fu ritrovato da Konstantin von Tischendorf in un monastero orientale nel 1853, l'altra nel 1859. Per questo motivo il codice è diviso in due parti, conservate in due luoghi differenti: 158 fogli furono acquistati nel 1855 e sono conservati nella Biblioteca bodleiana (Auct. T. infr 2.2) ad Oxford, mentre 99 fogli sono conservati alla Biblioteca nazionale russa (Gr. 33) a San Pietroburgo.